# Frédéric Bremer

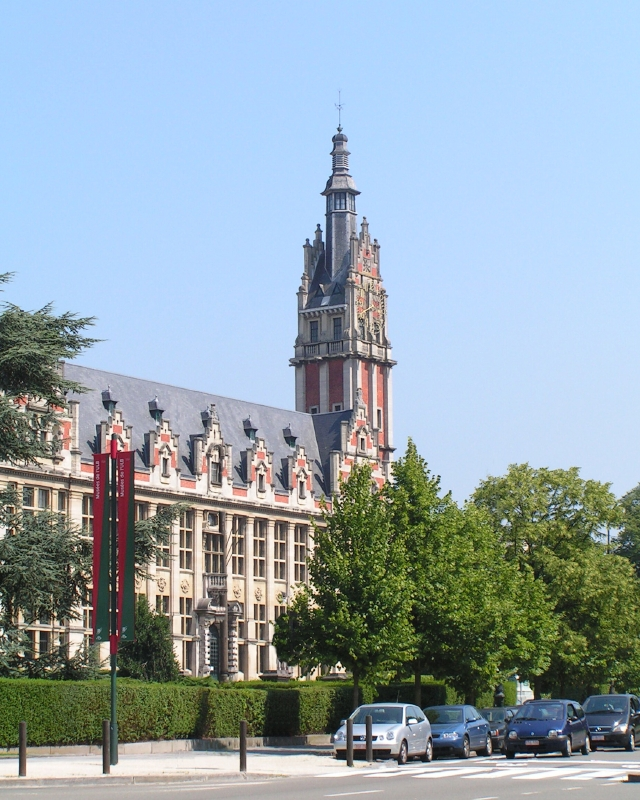
Université Libre de Bruxelles

Frédéric Bremer (ur. 28 czerwca 1892 w Arlon, zm. 7 kwietnia 1982 w Brukseli) – belgijski neurofizjolog, profesor Uniwersytetu Brukselskiego (ULB), pionier badań fizjologii snu (regulacja snu i czuwania).

## Życiorys

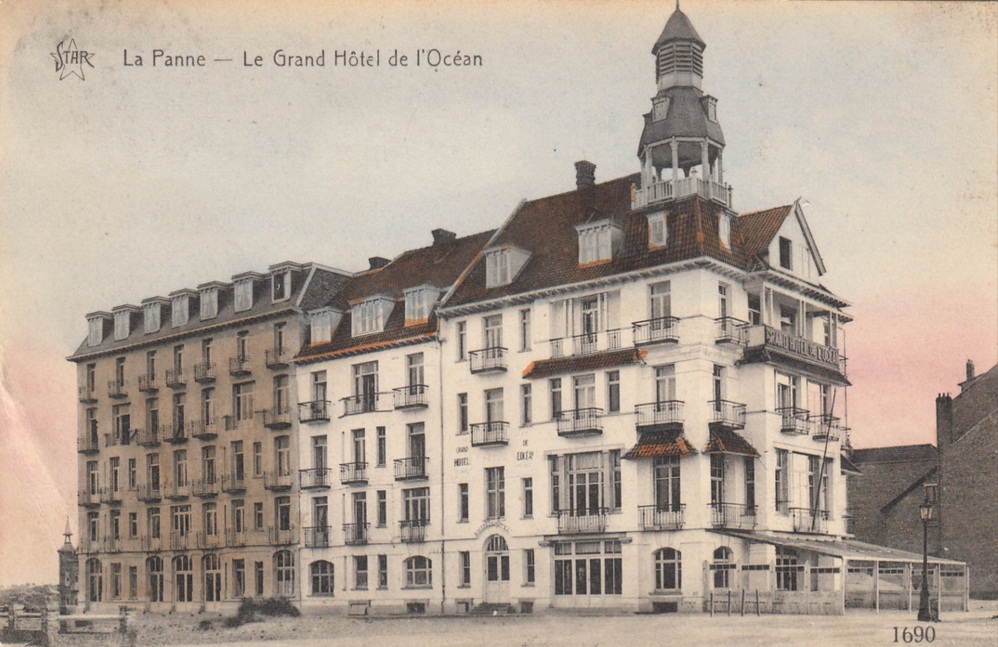
Grand hôtel de l'Océan w De Panne

Frédéric Bremer był synem nauczycieli, pracujących w Arlon Public Secondary School, do której uczęszczał Frédéric. Po jej ukończeniu rozpoczął studia medyczne we Free University of Brussels (obecnie Université Libre de Bruxelles, ULB). Ich kontynuację uniemożliwił wybuch I wojny światowej. W czasie wojny służył jako lekarz wojskowy w De Panne, w szpitalu Czerwonego Krzyża, zorganizowanym w „Grand hôtel de l'Océan” (w tym samym szpitalu wolontariuszką była Elżbieta Gabriela Bawarska). 
Studia ukończył w 1919 roku, a po trzech latach uzyskał stopień doktora w dziedzinie fizjologii (1922). W 1924 roku został zatrudniony w ULB jako wykładowca patologii ogólnej. 
Badania w dziedzinie neurofizjologii rozpoczynał w znanych ośrodkach zagranicznych, m.in. w Hôpital de la Salpêtrière w Paryżu u Pierre'a Marie, w Uniwersytecie Harvarda u Waltera Cannona, w klinice Harveya Cushinga i in.
Należał do wielu towarzystw naukowych. Był członkiem honorowym Francuskiej Akademii Nauk, American Academy of Arts and Sciences, Académie royale de médecine de Belgique, członkiem The Royal Academies for Science and the Arts of Belgium, Académie nationale de médecine i in. Otrzymał tytuły doktora honoris Causa wielu uniwersytetów.

## Kierunki badań naukowych ipublikacje
Jego liczne prace, publikowane w specjalistycznych czasopismach od 1920 roku, dotyczą problemów fizjologii eksperymentalnej, w szczególności neurofizjologii. Pierwsze publikacje (1920, 1921) dotyczyły afazji i apraksji (badania zostały wykonane w klinice Harveya Cushinga). 
Opracował nową metodykę eksperymentów fizjologicznych – wykorzystanie izolowanego mózgu (artykuł z 1935 roku pt. Cerveau «isolé» et physiologie du sommeil znajduje się na liście „Classic Sleep papers”, zamieszczonej na internetowej stronie European Sleep and Research Society). Metoda umożliwiła określenie roli tworu siatkowatego w regulacji snu i czuwania (fale alfa i beta w EEG). Odkrył m.in., że móżdżek uczestniczy w regulacji napięcia mięśniowego (tonus). 
W artykule zatytułowanym Historical Note: Frédéric Bremer 1892–1982: a pioneer in sleep research (Sleep Medicine Reviews, 2000) zacytowano m.in. następujące prace Bremera: 

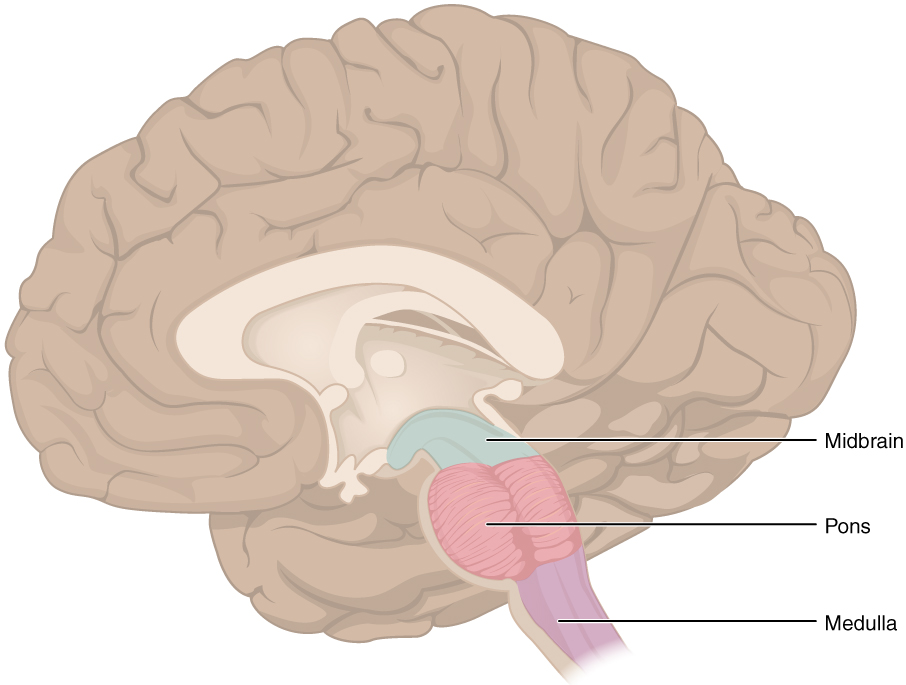

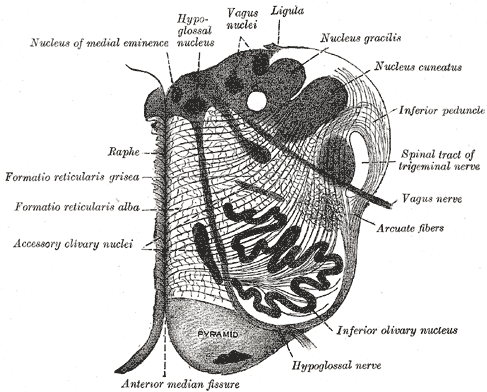
W regulacji snu i czuwania uczestniczy twór siatkowaty – „kora pnia mózgu”.
Zobacz też:
- pień mózgu
- rdzeń przedłużony
- międzymózgowie

- 1920 – Aphasie de Wernicke; unique séquelle d′une contusion cérébrale par contre-coup. Rev Neurol.;27:133–136
- 1921 – Global aphasia and bilateral apraxia due to an endothelioma compressing the gyrus supramarginalis. Arch Neurol Psych.;5:663–669
- 1922 –  Contribution à l′étude de la physiologie du cervelet: la fonction inhibitrice du paléocerebellum. Arch Int Physiol.;19:189–226
- 1924 – Recherches sur la physiologie du cervelet chez le pigeon. C R Soc Biol.;90:381–384
- 1927 – Recherches sur la physiologie du cervelet chez le pigeon. Arch Int Physiol.;28:58–95. z: Ley, R.
- 1929 – Tonus and contracture of skeletal muscles. Arch Surg.;18:1463–1490
- 1930 – Contribution à l′étude de la transmission neuro-musculaire. Arch Int Pharmacol.;38:300–324
- 1935 – Cerveau “isolé” et Physiologie du Sommeil. C R Soc Biol.;118:1235–1241
- 1936 – Nouvelles recherches sur le mécanisme du sommeil. C R Soc Biol.;122:460–464
- 1937 – Etude oscillographique des activités sensorielles du cortex cérébral. C R Soc Biol.;124:842–846
- 1937 – L′activité cérébrale au cours du sommeil et de la narcose. Contribution à l′étude du mécanisme du sommeil. Bull Acad Roy Med Belg.;4:68–86
- 1953 – Nouvelles recherches sur le processus physiologique du réveil. Arch Int Physiol.;61:86–90  z: Terzuolo, C.
- 1954 – Contribution à l′étude des mécanismes physiologiques du maintien de l′activité vigile du cerveau. Interaction de la formation réticulée et de l′écorce cérébrale dans le processus du réveil. Arch Int Physiol.;62:157–178 z: Terzuolo, C.
- 1966 – The neurophysiological problem of sleep. In: von Grunebaum, Caillois (eds). The Dream and Human Societies; University of California Press, 53, 75
- 1972 – La formation réticulaire activatrice et le problème physiologique du sommeil. Une évaluation. Acta Neurol belg.;72:73–84
- 1972 – Analyse du mécanisme de l′action hypnogène d′une structure centrale. C R Acad Sc Paris.;274:712–714
- 1973 – Tonus cortical et afférences cérébrales. Arch Ital Biol.;3:462–467
- 1974 – Historical development of ideas on sleep. Basic Sleep Mechanisms. New York: Academic Press, Inc, 3, 11
- 1975 – Existence of a mutual tonic inhibitory interaction between the preoptic hypnogenic structure and the midbrain reticular formation. Brain Res.;96:71–75
- 1976 – Photic responses of the basal preoptic area in the cat. Brain Res.;115:145–149
- 1977 – Cerebral hypnogenic centers. Ann Neurol.;2:1–6
- 1979 – Hypothalamic potentials evoked by stimulation of the optic chiasma. Brain Res.;177:593–597